# Джакар
Джакар (Б'якар, дзонґ-ке བྱ་ཀར་, Вайлі Bya-kar) — невелике місто в північній частині східного Бутану, адміністративний центр дзонгхагу Бумтанг.
Місто розкидане, до нього належить центр (власне Джакар), окремі поселення, замок (дзонг), побудований в 1667 році, кілька монастирів та прилеглих селищ.
Місто знамените буддійськими монастирями. Найбільш відомий — Курджей-лакханг, у якому знаходиться відбиток тіла Падмасамбхави, і Джамбей-лакханг, який був створений царем Тибету Сронцангамбо. До Джакару відноситься буддійський університет Лодрак-Карчу.
Джакар знаходиться при вході в долину Чокор, у якій розташована велика кількість монастирів і визначних місць Бумтангу; ця долина відкрита для туризму.
Місто також знамените різьбленням по дереву.

## Визначні місця

### Місто і найближчі передмістя
- Центр міста, храм і торгові ряди в стилі бумтангської архітектури, з різьбленням по дереву
- Храм Джакар-лакханг в самому центрі міста (27°32′58.3″ пн. ш. 90°45′13.2″ сх. д. / 27.549528° пн. ш. 90.753667° сх. д.)
- Фортеця Джакар-дзонг на околиці міста.

### На невеликому віддаленні від міста
- Колишній королівський палац Ламей-гомпа, переданий лісовому управлінню.
- Палац Вандічходінг на околиці міста
- Храм Джамбей-лакханг, один з найстаріших храмів Бутану, побудований царем Тибету Сронцангамбо в VII столітті, одночасно з храмом К'їчу-лакханг у Паро.
- Монастир Курджей-лакханг (IX ст.), у якому зберігається відбиток тіла Падмасамбхави
- Монастир Тамшінг-лакханг, один з найважливіших монастирів буддійської школи Ньїнґма в Бутані
- Монастир Кончогсум-лакханг (XIII ст.) буддійської школи Ньїнґма, розташований за 300 м на південь від Тамшінг-лакхангу, який обладнав Пема Лінгпа
- Монастир Тангбі-лакханг (XV ст.). Розташований за річкою. Спочатку належав школі Карма Каг'ю, проте Пема Лінгпа зміг його відібрати.

## Будови
- Бумтанг (стадіон)

## Галерея

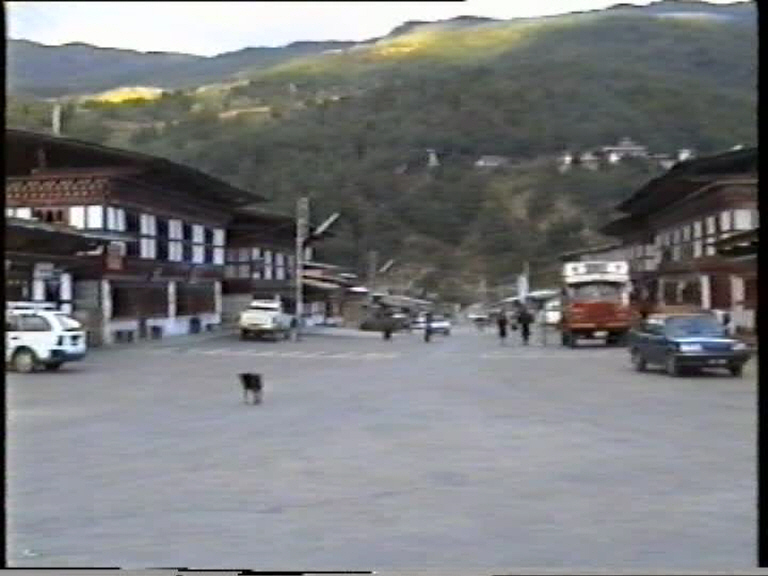
Центр міста Джакар
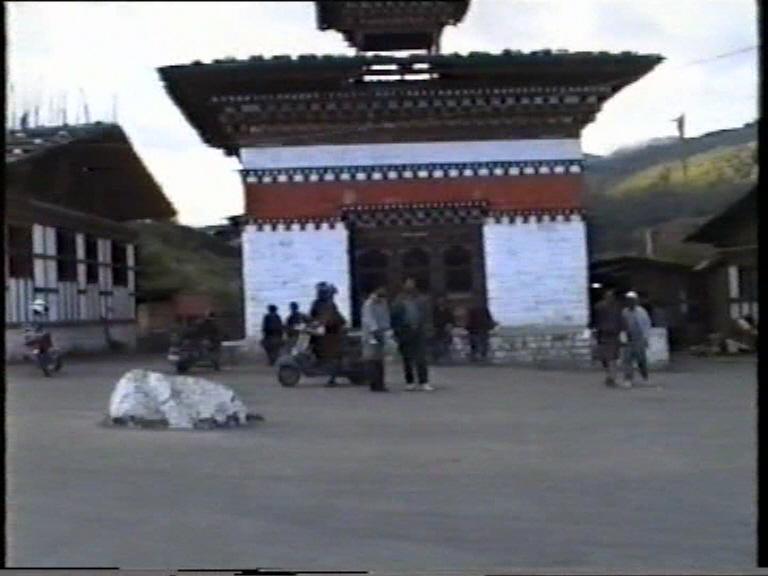
Храм Джакар-лакханг в центрі міста
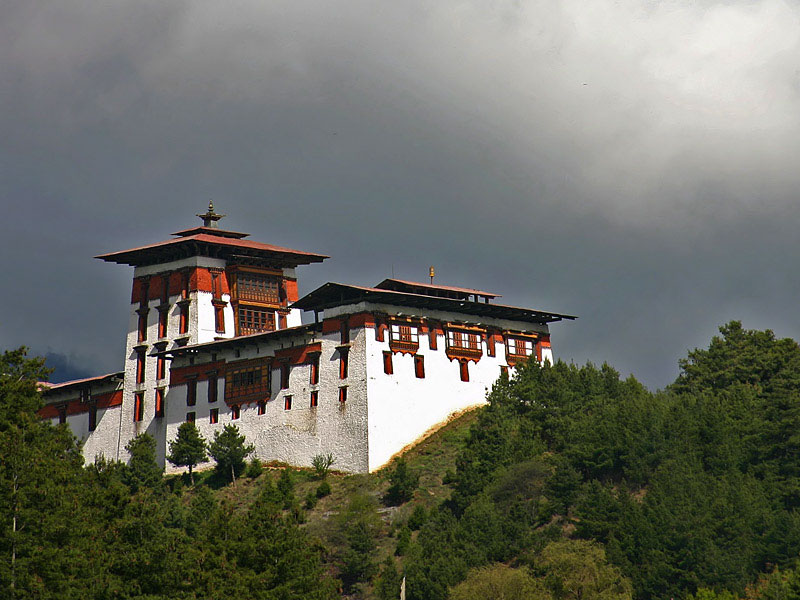
Джакар-дзонг
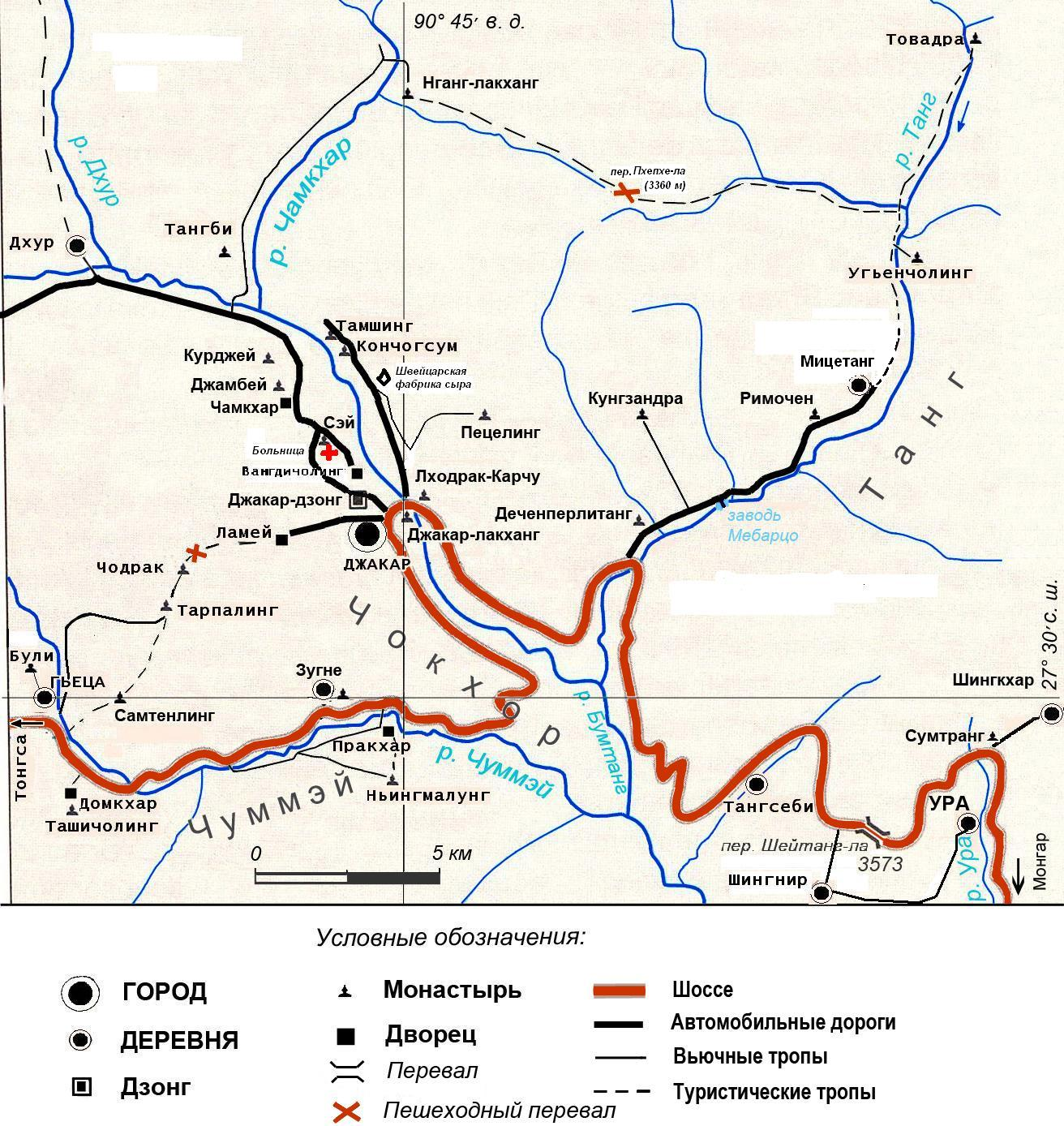
Карта центральної частини Бумтангу